# ポン＝サン＝テスプリ
ポン＝サン＝テスプリ(Pont-Saint-Esprit)は、フランスのオクシタニー地域圏ガール県の都市。ニーム郡ポン＝サン＝テスプリ小郡（16の市町村を含む）の小郡庁所在地。この市の住民のことはスピリポンタン(Spiripontains)と呼ぶ。

## 観光名所
- 中世の橋(Pont médiéval)- ローヌ川に架かる25のアーチをもつ919メートルの橋で、1265年から1309年にかけて建設された。
- サン＝ピエール(聖ペトロ)小修道会(Le prieuré Saint-Pierre) (12世紀-18世紀のもの)
- 聖サチュルナン教会(L'église Saint-Saturnin) (15世紀)
- 城塞と組合派教会(La Citadelle et la Collégiale) (14世紀-18世紀)
- 騎士たちの家(La Maison des Chevaliers) (12世紀)
- ガール県宗教美術館(Le musée de l'Art Sacré du Gard)
- ポール・レモン美術館(Le musée Paul Raymond)